# Kwak Ji-min
Dans ce nom coréen, le nom de famille, Kwak, précède le nom personnel.
Kwak Ji-min, née le 13 février 1985 en Corée du Sud, est une actrice sud-coréenne.

## Biographie
Kwak Ji-min est surtout connue à l'étranger pour son rôle principal dans le film Samaritan Girl de Kim Ki-duk,
pour lequel elle a remporté le Best New Actress en 2004 au Pusan Film Critics Awards.

## Filmographie

### Films
| Année | Film             | Titre Original                     | Nom du Rôle                  | Rôle       | Notes         |
| ----- | ---------------- | ---------------------------------- | ---------------------------- | ---------- | ------------- |
| 2003  | Wishing Stairs   | 여고괴담 세 번째 이야기 : 여우계단 | junior de la classe de danse | Principal  |               |
| 2004  | Samaritan Girl   | 사마리아                           | Yeo Jin                      | Principal  |               |
| 2005  | Red Eye          | 레드아이                           | So Hee                       | Principal  |               |
| 2007  | Girl by Girl     | 소녀X소녀                          | Oh Se Ri                     | Principal  |               |
| 2010  | Flipping         |                                    | Mi Yong                      | Principal  | court métrage |
| 2011  | Link             | 링크                               | Park Soo Jung                | Principal  |               |
| 2012  | The Beat Goes On | 청춘 그루브                        | Jo Ara                       | Principal  |               |
| 2012  | My P.S. Partner  | 나의 PS 파트너                     | Ara                          | Secondaire |               |
| 2013  | And the Sun      |                                    |                              |            | court métrage |

### Séries Télévisés
| Année     | Saison de début | Série                                     | Titre Original  | Nom du Rôle          | Rôle       | Chaîne |
| --------- | --------------- | ----------------------------------------- | --------------- | -------------------- | ---------- | ------ |
| 2003-2005 | Automne         | Sharp                                     | 반올림1         | Kang Dong Hee        | Secondaire | KBS 2  |
| 2004      | Printemps       | Love is All Around                        | 사랑을 할꺼야   | Jin Pa Rang          | Secondaire | MBC    |
| 2005      | Été             | Lovers in Prague                          | 프라하의 연인   | Jeong Yeon Su        | Secondaire | SBS    |
| 2007      | Printemps       | Me Ri, Dae Gu's Attack and Defense Battle | 메리대구 공방전 | Choi Bi Dan          | Secondaire | MBC    |
| 2007      | Été             | I'm Sam                                   | 아이엠샘        | Da Bin               | Secondaire | KBS 2  |
| 2012      | Printemps       | Ghost                                     | 유령            | Kwon Eun Seul (ep 7) | Caméo      | SBS    |
| 2013      | Hiver           | Gu Am Heo Joon                            | 구암 허준       | Goo Uhn Nyun         | Secondaire | MBC    |
| 2013      | Été             | Fantastic Tower                           | 환상거탑        | Yoo Mi               | Secondaire | tVN    |
| 2013      | Été             | Good Doctor                               | 굿 닥터         | Lee Seo Jin          | Secondaire | KBS 2  |
| 2013-2014 | Automne         | Shining Romance                           | 빛나는 로맨스   | Oh Yoon Na           | Secondaire | MBC    |
| 2014-2015 | Automne         | Pride and Prejudice                       | 오만과 편견     | Song Ae Reum         | Caméo      | MBC    |

## Vidéoclip
- 2004 : kagerou - "Shiroi Karasu" (2004)
- 2009 : Lee Jin-sung - "Sorry" (2009)

## Théâtre
- 2013 : The Special Winter